# 鶴舞駅
鶴舞駅（つるまいえき）は、愛知県名古屋市中区千代田にある、東海旅客鉄道（JR東海）・名古屋市交通局（名古屋市営地下鉄）の駅である。
JR東海の中央本線と、名古屋市営地下鉄の鶴舞線が乗り入れ、接続駅となっている。地下鉄の駅には「T10」、JRには「CF02」の駅番号が付与されている。
JRの運行形態の詳細は「中央線 (名古屋地区)」を参照。

## JR東海

### 歴史
- 1928年（昭和3年）

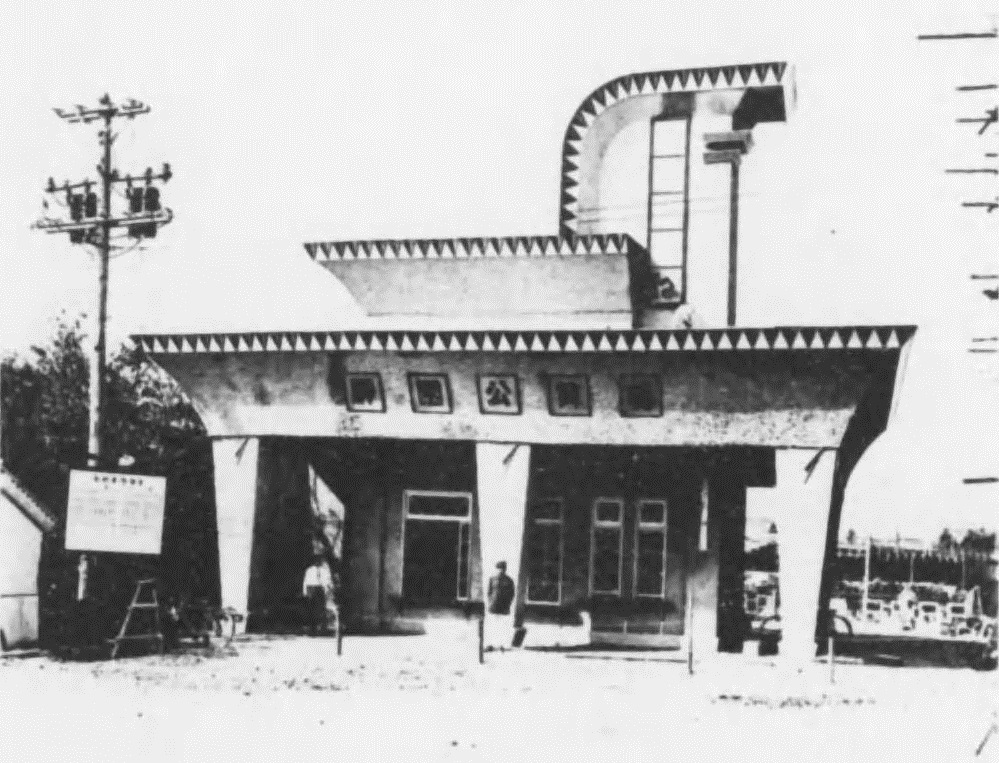
鶴舞公園駅の駅舎

  - 9月6日：鉄道省中央本線の古渡信号場（現在の金山駅） - 千種駅間に仮駅「鶴舞公園駅」（つるまいこうえんえき）として新設開業する[5]。旅客営業のみ。御大典奉祝名古屋博覧会が鶴舞公園において開催されるのに伴い、その便宜を図る目的で設置されたという[6]。
  - 12月1日：鶴舞公園駅廃止[5]。
- 1937年（昭和12年）4月21日：鶴舞駅として復活[5]。1935年（昭和10年）から鶴舞公園内の商店主や地元住民などで構成される鶴園振興会が名古屋市や国に陳情を繰り返した結果、地元が駅用地約800平方メートルを寄付し、工事費約2万3000円を負担し、道路を新設することを条件に建設されることになったものという[新聞 1]。名古屋市立名古屋動物園が鶴舞公園から東山に移転することに衰退の危機を感じたことが陳情の理由に挙げられている[新聞 1]。
- 1962年（昭和37年）
  - 1月25日：荷物の取り扱いを廃止する[2]。
  - 9月27日：当駅を含む、金山駅 - 千種駅間が高架・複線化される。
- 1986年（昭和61年）3月21日：みどりの窓口（民営化後の「JR全線きっぷうりば」）を設置[新聞 2]。
- 1987年（昭和62年）4月1日：国鉄分割民営化により、東海旅客鉄道（JR東海）の駅となる[7]。
- 1989年（平成元年）7月22日：駅舎総合改良工事が完成[新聞 3]。南口駅舎がレンガ造りとなり、アスティ鶴舞が開業[新聞 3][新聞 4]。同時に南口を公園口に、北口を名大病院口に改称[新聞 4]。
- 1992年（平成4年）4月18日：公園口に自動改札機を設置[新聞 5]。
- 1997年（平成9年）10月1日：ダイヤ改正に伴い、快速列車の停車駅になる[8]。
- 2000年（平成12年）2月12日：公園口と上下各ホームとを結ぶエレベーターを設置。
- 2006年（平成18年）11月25日：ICカード「TOICA」の利用が可能となる。
- 2018年（平成30年）3月：駅ナンバリングが導入、使用開始。当駅には「CF02」が与えられた[9]。
- 2022年（令和4年）3月12日：名大病院口を無人化[4]し、サポートつき指定席券売機を導入[4]。また、ダイヤ改正によりすべてのホームライナーが停車するようになる。
- 2024年（令和6年）11月22日：副駅名「STATION Ai 前」を導入[新聞 6]。

### 駅構造
相対式ホーム2面2線を有する高架駅である。以前は普通列車のみの停車であったが、1997年（平成9年）10月のダイヤ改正から快速列車が停車するようになった。出入口は、南側にある公園口と北側にある名大病院口の2箇所が設けられている。
ホーム有効長は12両編成に対応している。列車は公園口を基準にして止まるので、名大病院口から離れて停車する。ホームの公園口側には上屋（6両編成分）と列車の案内板がある。
駅員配置駅（直営駅）である。駅長は配置されておらず、金山駅が当駅を管理する。
名大病院口は東海交通事業へ業務を委託していたが、2022年（令和4年）3月12日より無人化された。なお、かつては双方の改札とも業務委託していたが、公園口については2010年より直営に戻っている。
JRの特定都区市内制度における「名古屋市内」の駅である。
自動体外式除細動器 (AED) がホームと改札口に、それぞれ合計4箇所設置されている。

#### のりば

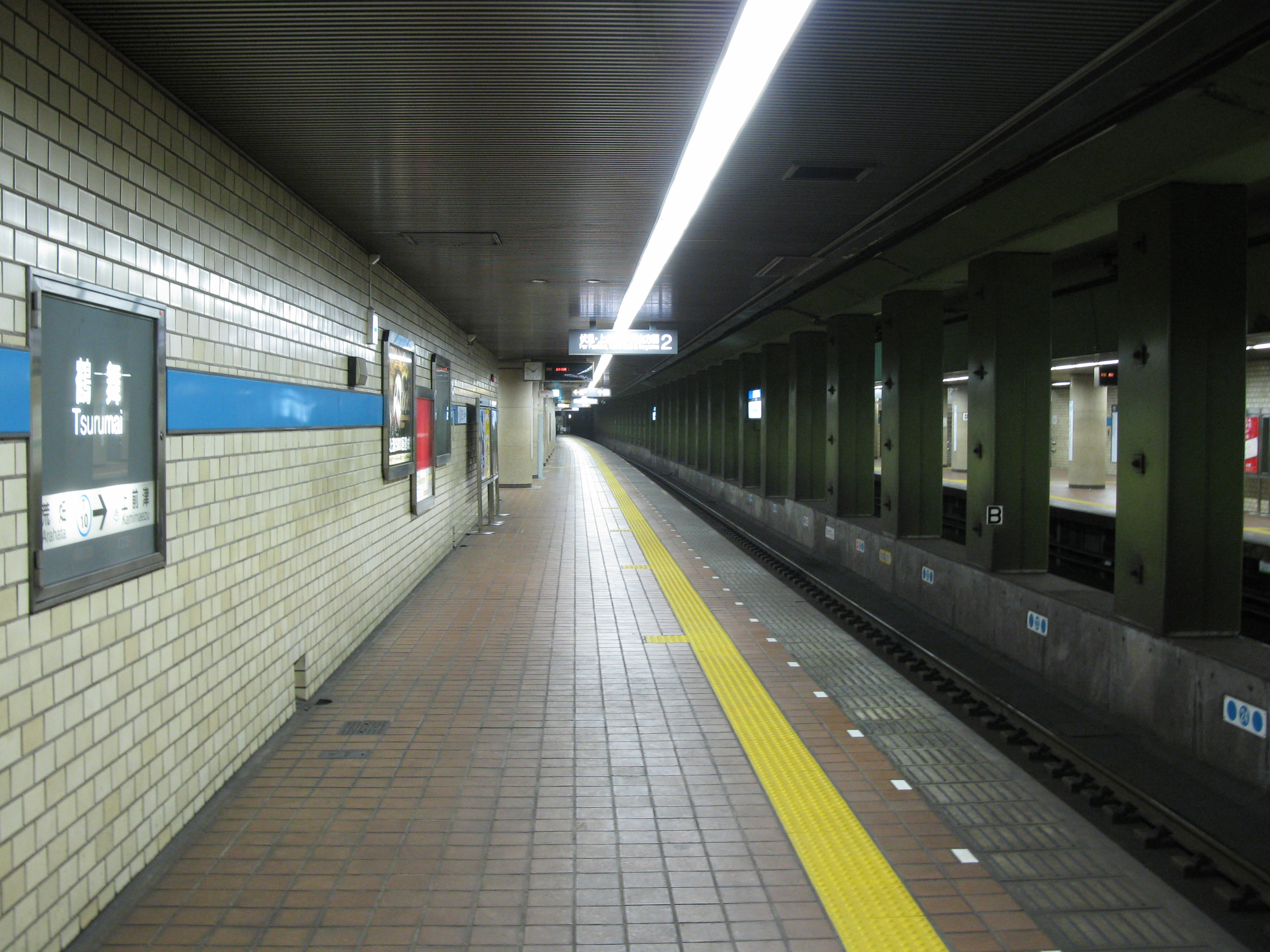
ホーム（2010年3月）
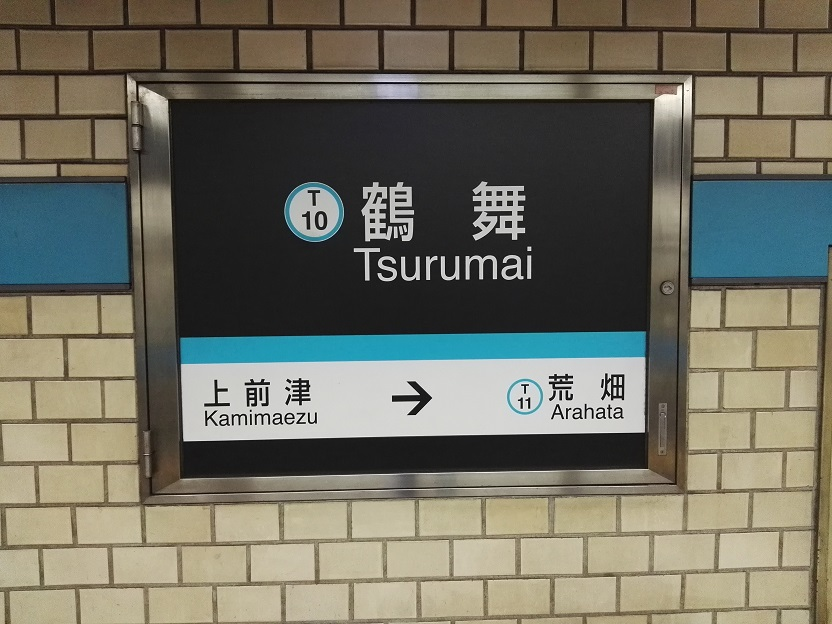
駅名標

| 番線 | 路線        | 方向 | 行先       |
| ---- | ----------- | ---- | ---------- |
| 1    | CF 中央本線 | 下り | 多治見方面 |
| 2    | CF 中央本線 | 上り | 名古屋方面 |

（出典：JR東海:駅構内図）

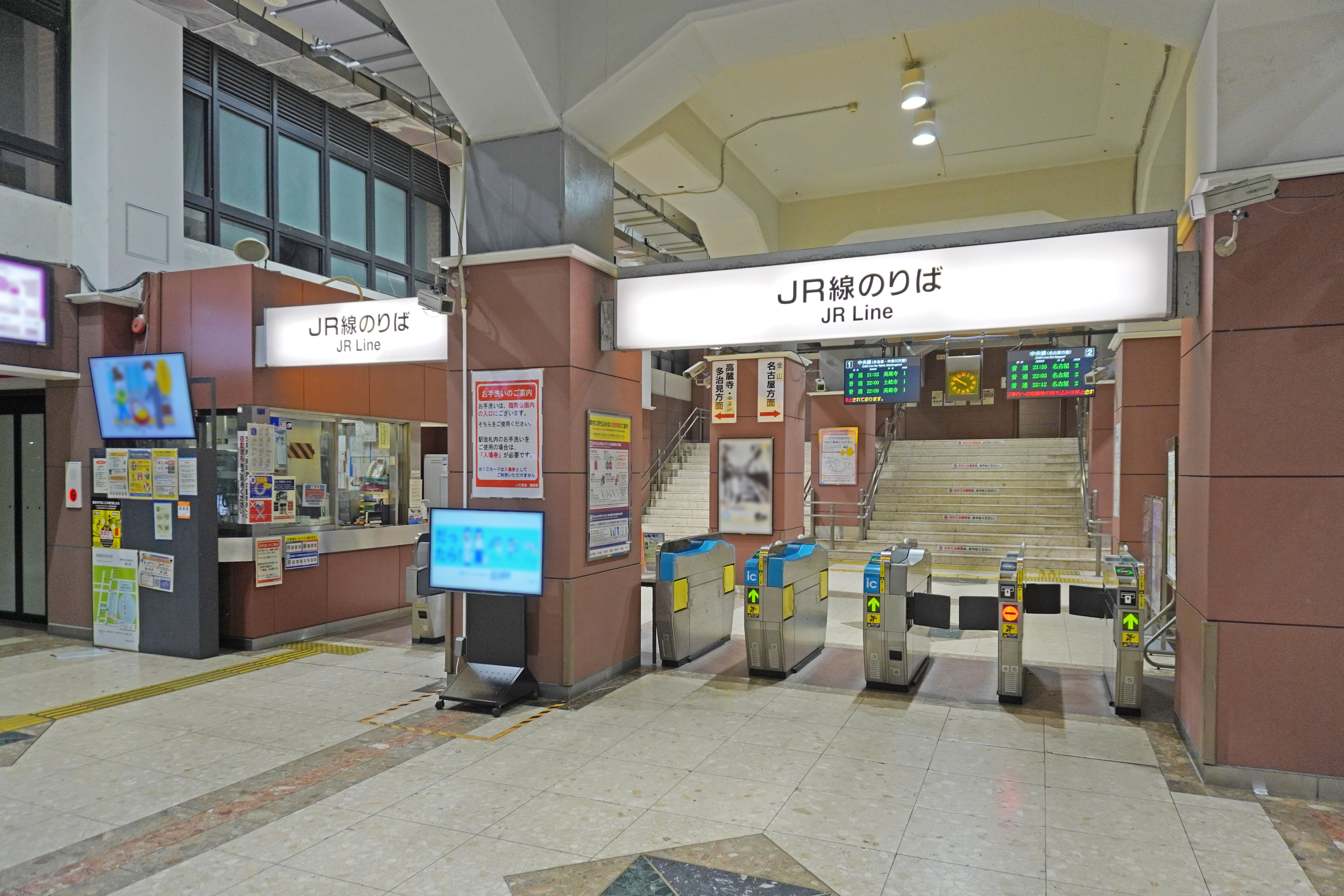
公園口改札（2023年1月）
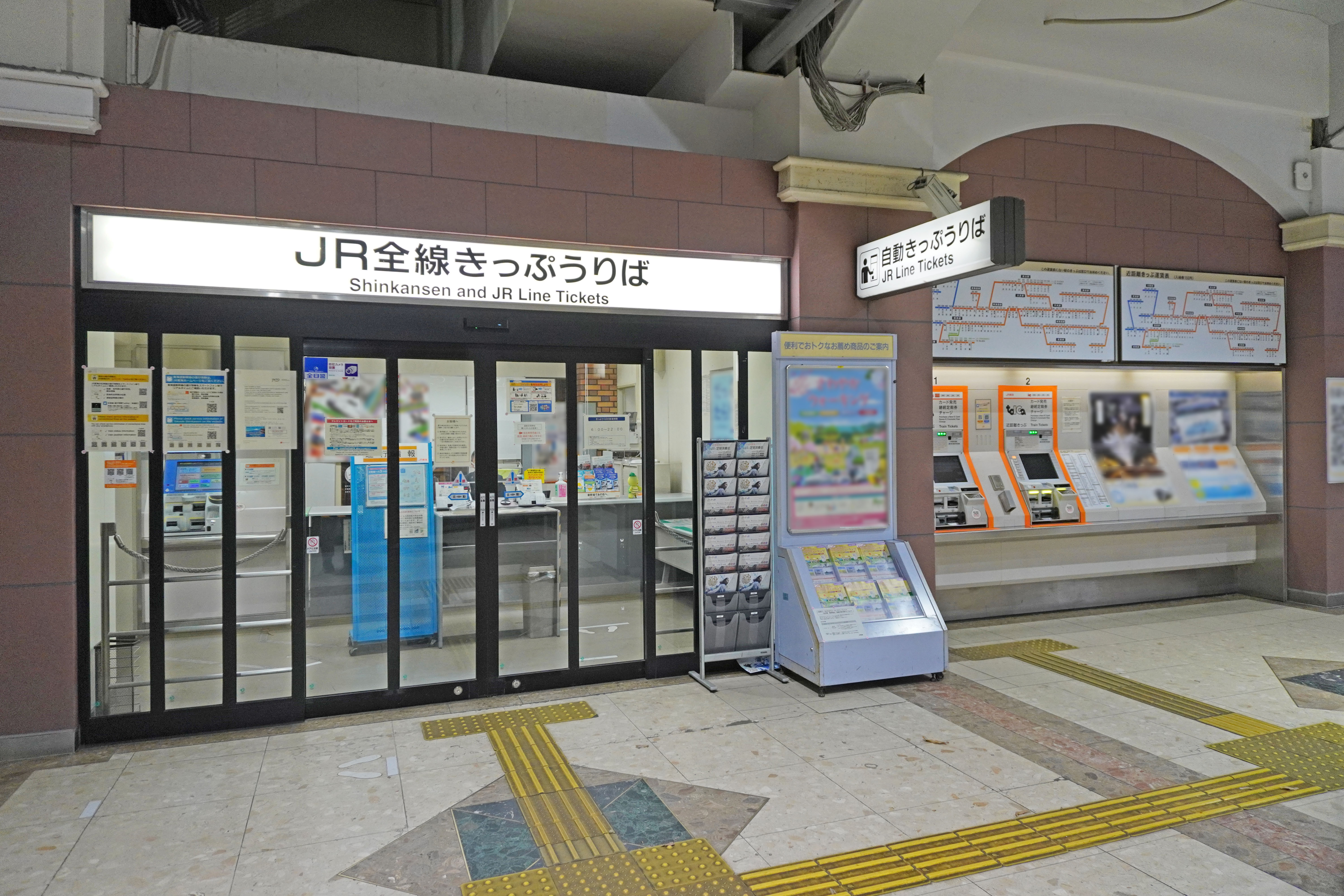
公園口切符売り場（2023年1月）
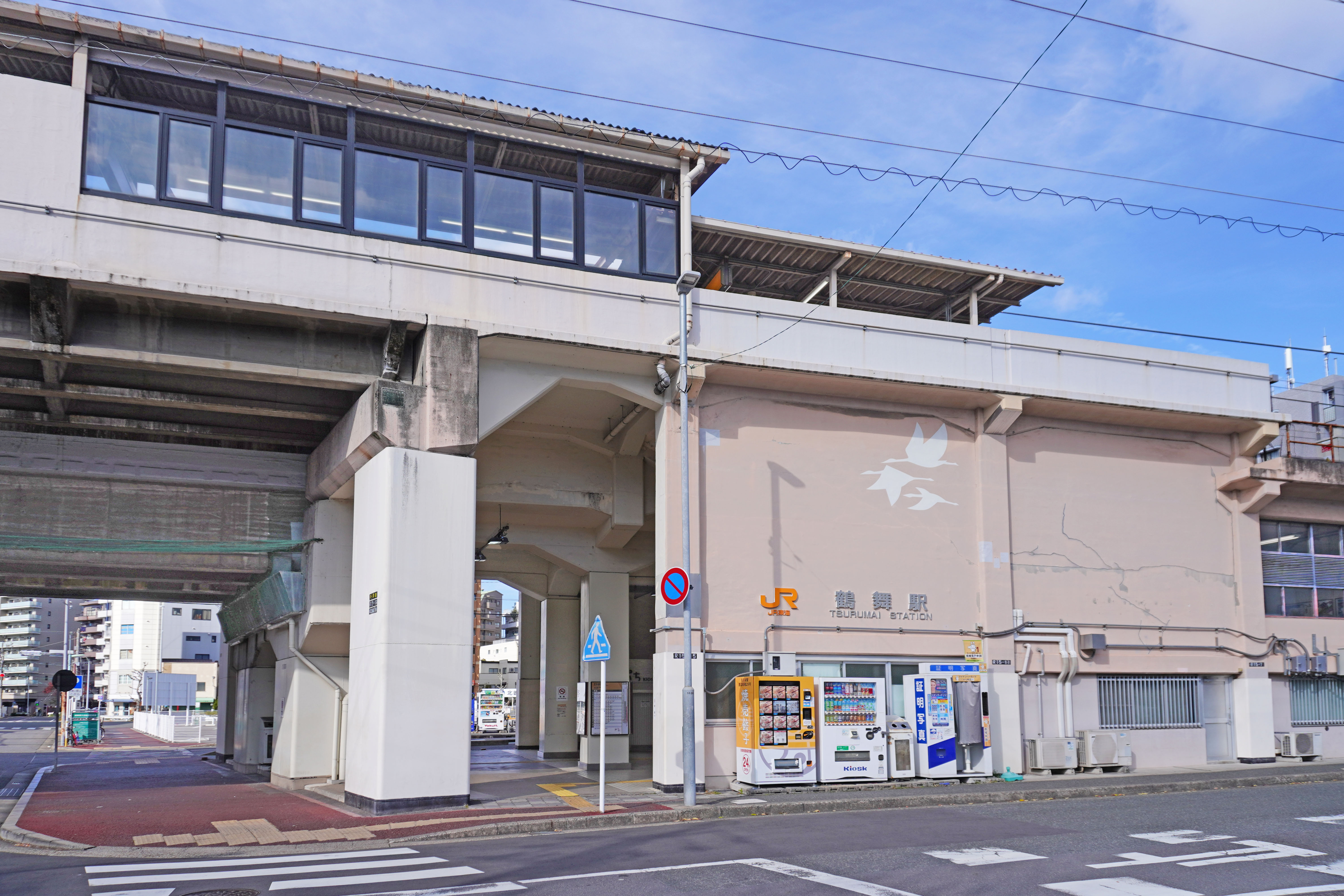
名大病院口（2023年1月）
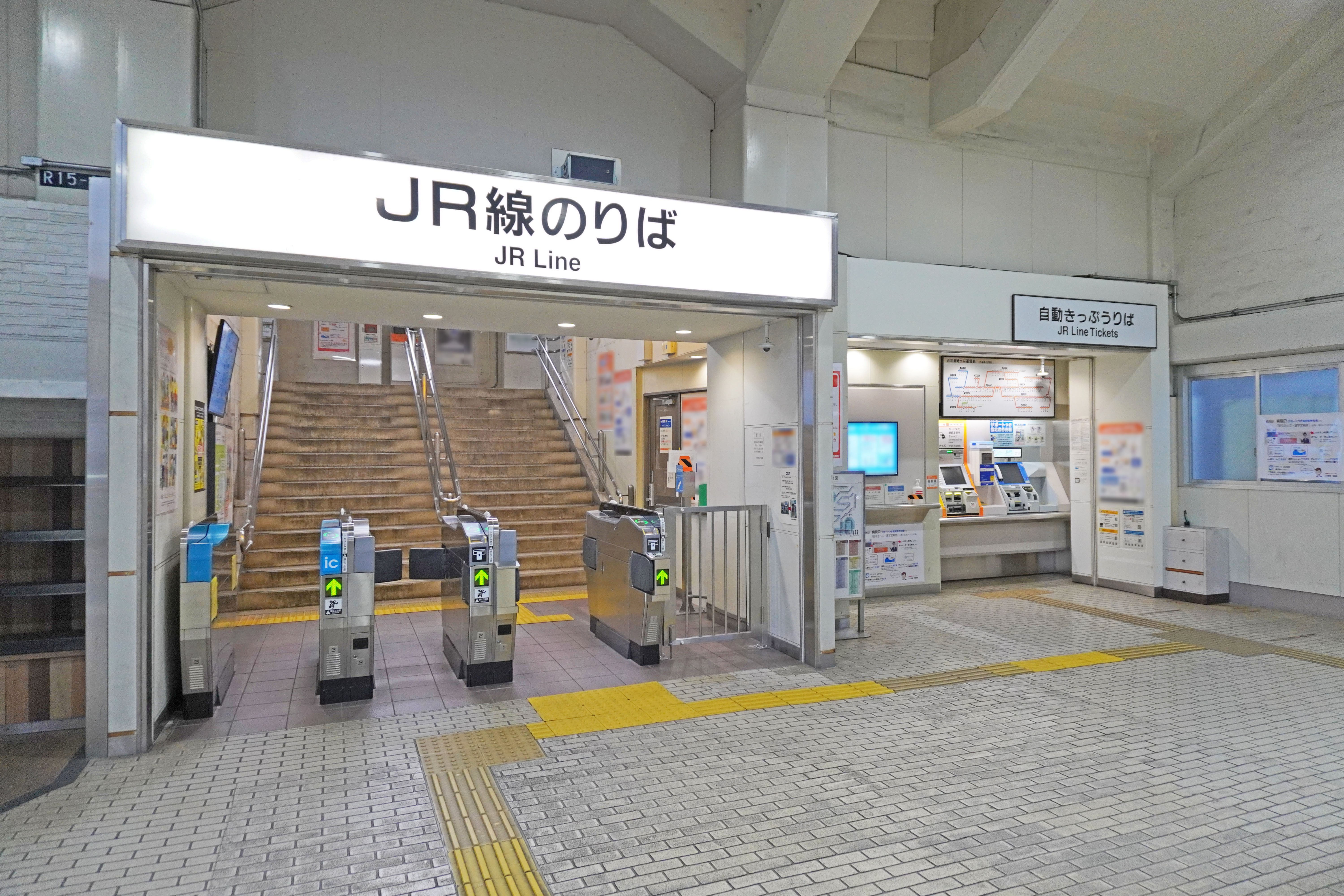
名大病院口改札（2023年1月）
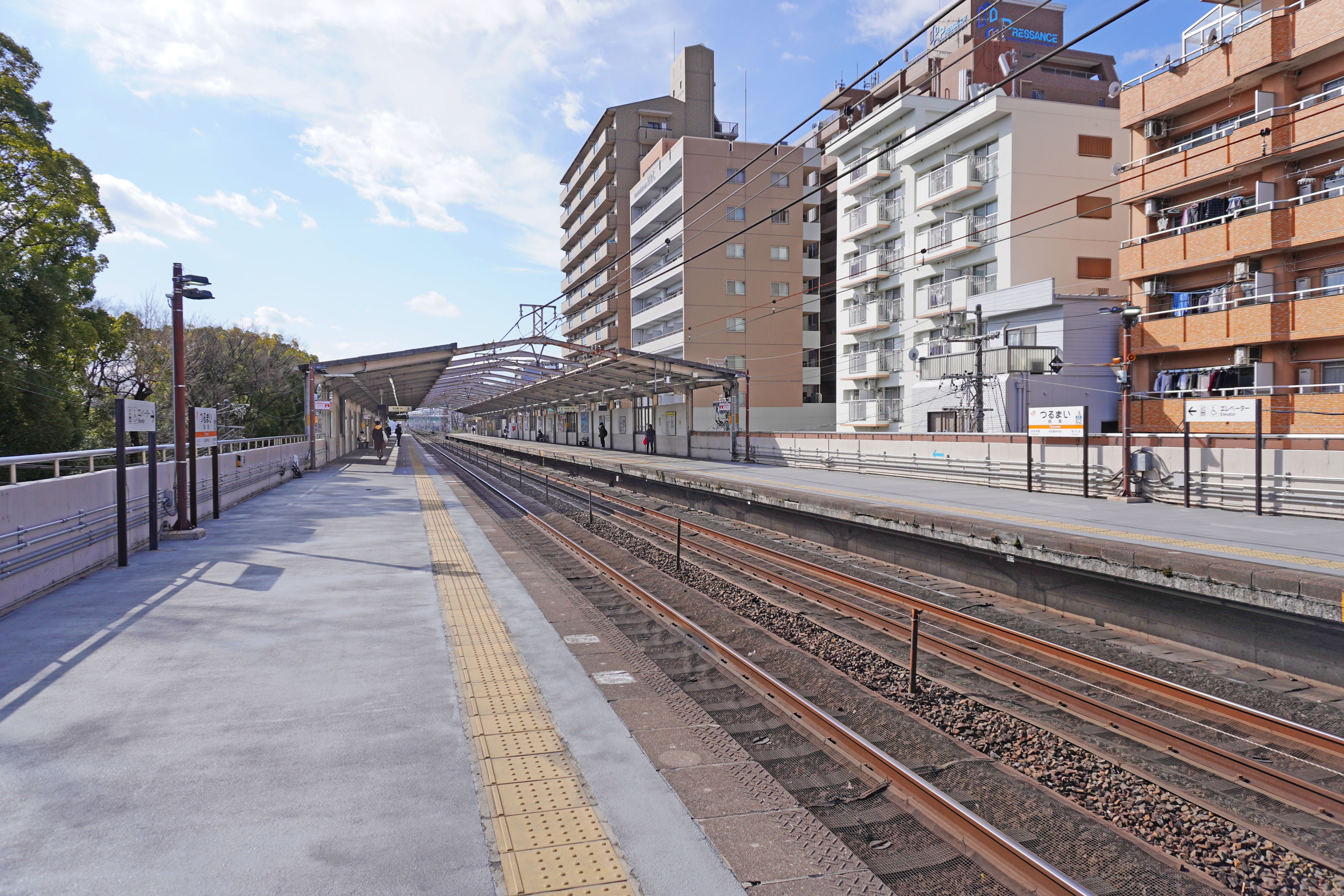
ホーム（2023年1月）
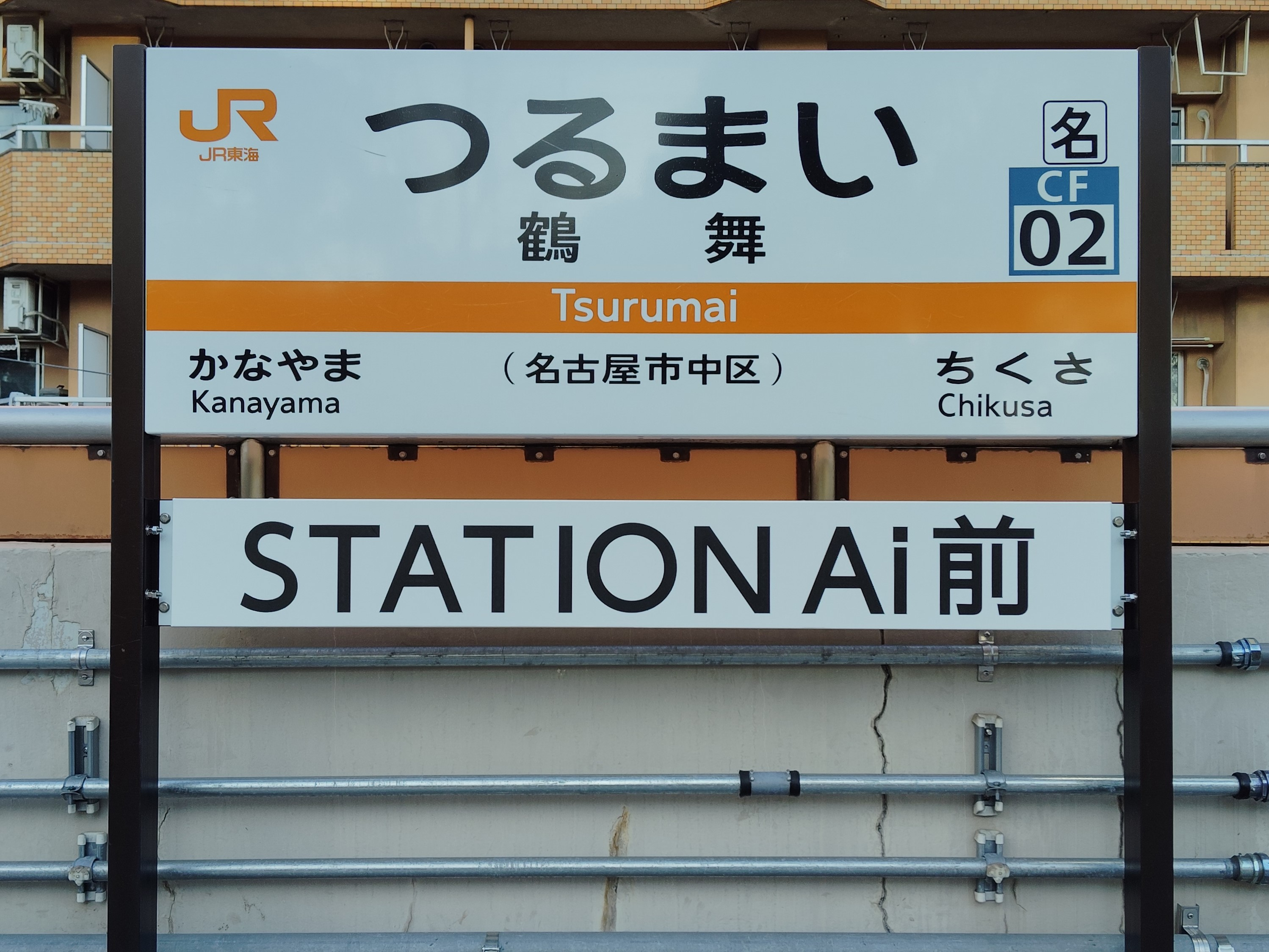
駅名標（2024年12月）

#### 公園口
公園口は鶴舞駅の主たる駅舎であり、終日開いている。また、地下鉄鶴舞線へはこの出口が近い。各ホームと連絡するエレベーターが1台ずつ設置されているが、エスカレーターはない。
コンコースにはタッチパネル式自動券売機が2台設置され、その横にJR全線きっぷうりばがある。同窓口内には2006年（平成18年）11月、指定席券売機が1台設置され、エクスプレス予約にて予約した新幹線特急券・乗車券の受け取りも可能である。なお、JR全線きっぷうりばは混雑することが多い。
改札口コンコースに、LED式発車案内板と乗り越し精算機、「ホームライナー」乗車整理券発券機が設置されている。
構内の商業施設として、コンビニエンスストア「ベルマート」および飲食店など4店舗が名古屋ステーション開発が運営する「ASTY鶴舞」として入居している。

#### 名大病院口
名古屋大学附属病院の西側に位置する。エレベーター、エスカレータは設置されておらず、ガード下に無人改札口があるのみである。自動券売機は2台設置されている。精算機や「ホームライナー」乗車整理券発券機はないが、サポートつき指定席券売機がある。また、改札内にTOICAチャージ機が設置されている。なお、長らく物販はなく自販機のみであったが、現在はキヨスク（キヨスクmini）が設置されている。

## 名古屋市営地下鉄

### 歴史
開業前には鶴舞公園前駅とする案もあったが、国鉄（当時）の駅名に合わせた。地下鉄鶴舞線の路線名は鶴舞公園・鶴舞中央図書館が沿線にあり、公園・図書館の最寄り駅が鶴舞駅であることから名付けられた。

### 年表
- 1977年（昭和52年）3月18日：開業する[11]。
- 2011年（平成23年）2月11日：ICカード「manaca」の利用が可能となる。
- 2025年（令和7年）7月7日：可動式ホーム柵使用開始[12]。

### 駅構造
相対式ホーム2面2線を有する地下駅である。改札口は1箇所、出口は6箇所ある。地上と連絡するエレベーターはJR駅に比較的近いところに1箇所あり、地上の歩道橋にも直接連絡している。JR線との連絡改札はなく、千種駅のようなJR線の地下改札も存在しないため、乗り換えには一旦地上に上がる必要がある。地下鉄出入口とJR駅とは近いものの、途中に屋根は設置されていない。
当駅は、鶴舞線駅務区上前津管区駅が管轄している。
2017年（平成29年）7月18日より、改札外に「ローソン名古屋地下鉄鶴舞駅店」が設置されている。かつてはミニコンビニ「サークルKミニ名古屋鶴舞店」が出店していたが、契約満了のため同年3月9日に閉店した。

#### のりば
| ホーム | 路線   | 行先         |
| ------ | ------ | ------------ |
| 1      | 鶴舞線 | 赤池方面     |
| 2      | 鶴舞線 | 上小田井方面 |

（出典：名古屋市交通局:駅構内図）
- ホーム（2010年3月）
- 駅名標

## 利用状況
| 年度               | JR                | 地下鉄            |
| 年度               | 乗車人員（人/日） | 乗車人員（人/日） |
| ------------------ | ----------------- | ----------------- |
| 1999年（平成11年） | 20,505            | 12,434            |
| 2000年（平成12年） | 20,680            | 12,469            |
| 2001年（平成13年） | 20,768            | 12,616            |
| 2002年（平成14年） | 20,512            | 12,832            |
| 2003年（平成15年） | 20,304            | 12,580            |
| 2004年（平成16年） | 20,097            | 11,794            |
| 2005年（平成17年） | 20,117            | 11,975            |
| 2006年（平成18年） | 20,319            | 12,388            |
| 2007年（平成19年） | 20,903            | 12,589            |
| 2008年（平成20年） | 21,424            | 12,834            |
| 2009年（平成21年） | 21,552            | 12,778            |
| 2010年（平成22年） | 21,123            | 12,540            |
| 2011年（平成23年） | 20,980            | 12,182            |
| 2012年（平成24年） | 20,115            | 12,647            |
| 2013年（平成25年） | 19,747            | 12,970            |
| 2014年（平成26年） | 19,448            | 13,140            |
| 2015年（平成27年） | 19,655            | 13,733            |
| 2016年（平成28年） | 19,989            | 14,312            |
| 2017年（平成29年） | 19,892            | 14,234            |
| 2018年（平成30年） | 20,203            | 14,547            |
| 2019年（令和元年） | 20,550            | 14,826            |

## 駅周辺
当駅近辺は中区と昭和区の境界になっており、中央本線に沿うように境界線がある。駅の所在地は中区であるが、当駅と同じ「鶴舞」という地名は昭和区にある。

### 名勝・旧跡・公園
- 鶴舞（つるま）公園
  - 名古屋市公会堂
  - 名古屋市鶴舞（つるま）中央図書館
  - 噴水塔
  - 奏楽堂
  - 普選記念壇
  - 八幡山古墳
- 一本松古墳（名古屋工業大学内）

### 公共施設
- 愛知県中警察署
- STATION Ai - 愛知県勤労会館の跡地に建設されたスタートアップ支援拠点。

### 医療機関
- 名古屋大学医学部附属病院
- 横山記念病院

### 文教施設
- 名古屋大学鶴舞キャンパス（医学部）
- 名古屋工業大学御器所キャンパス
- 日本福祉大学名古屋キャンパス、中央福祉専門学校
- 中部大学所有駐車場（元・中部大学名古屋キャンパス、中部大学技術・医療専門学校跡地）
- 桜花学園高等学校　※鶴舞線荒畑駅のほうが近い。
- 名古屋市立北山中学校 - 敷地の下を鶴舞線が通る。
- 名古屋市立鶴舞（つるま）小学校
- 名古屋市立老松小学校

### 主な企業など
- 名古屋通信ビル
  - NDS
  - エフエム愛知
- イオンタウン千種
  - マックスバリュ千種若宮大通店
  - イオン千種専門店街
- 名古屋古書籍商業協同組合（名古屋古書会館）
- 八神製作所

### 郵便局
- 名古屋鶴舞郵便局
- 名古屋大学病院内郵便局

### 周辺道路通称名

#### 幹線道路
- 大須通
- 空港線（名古屋市道堀田高岳線）
- 葵町線
- 中央線西通

#### 駅周辺
- 宇津木橋通
- 七本松通
- 千代田通
- 松ヶ枝通
- 松元通

## バス路線

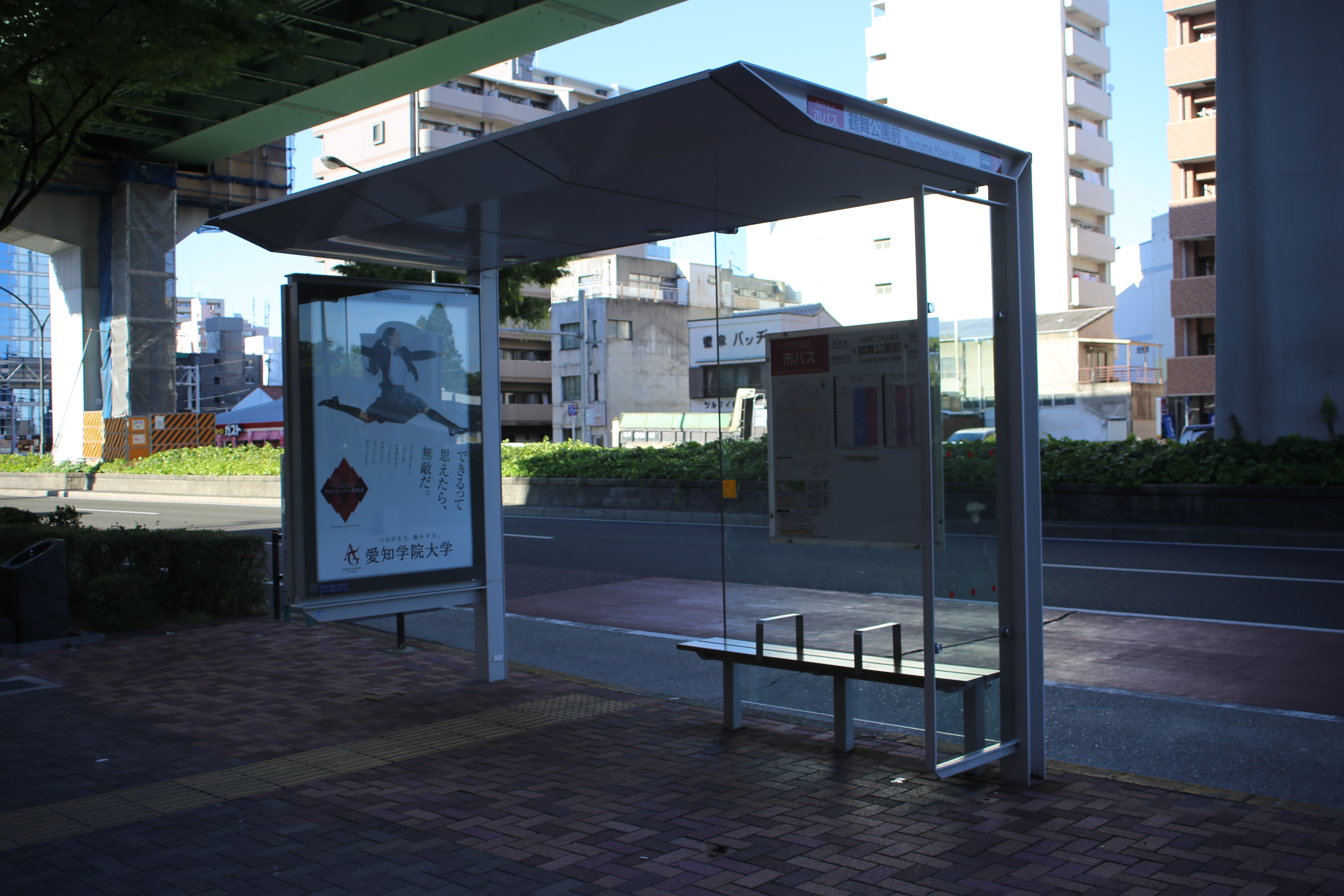
鶴舞公園停留所5番のりば
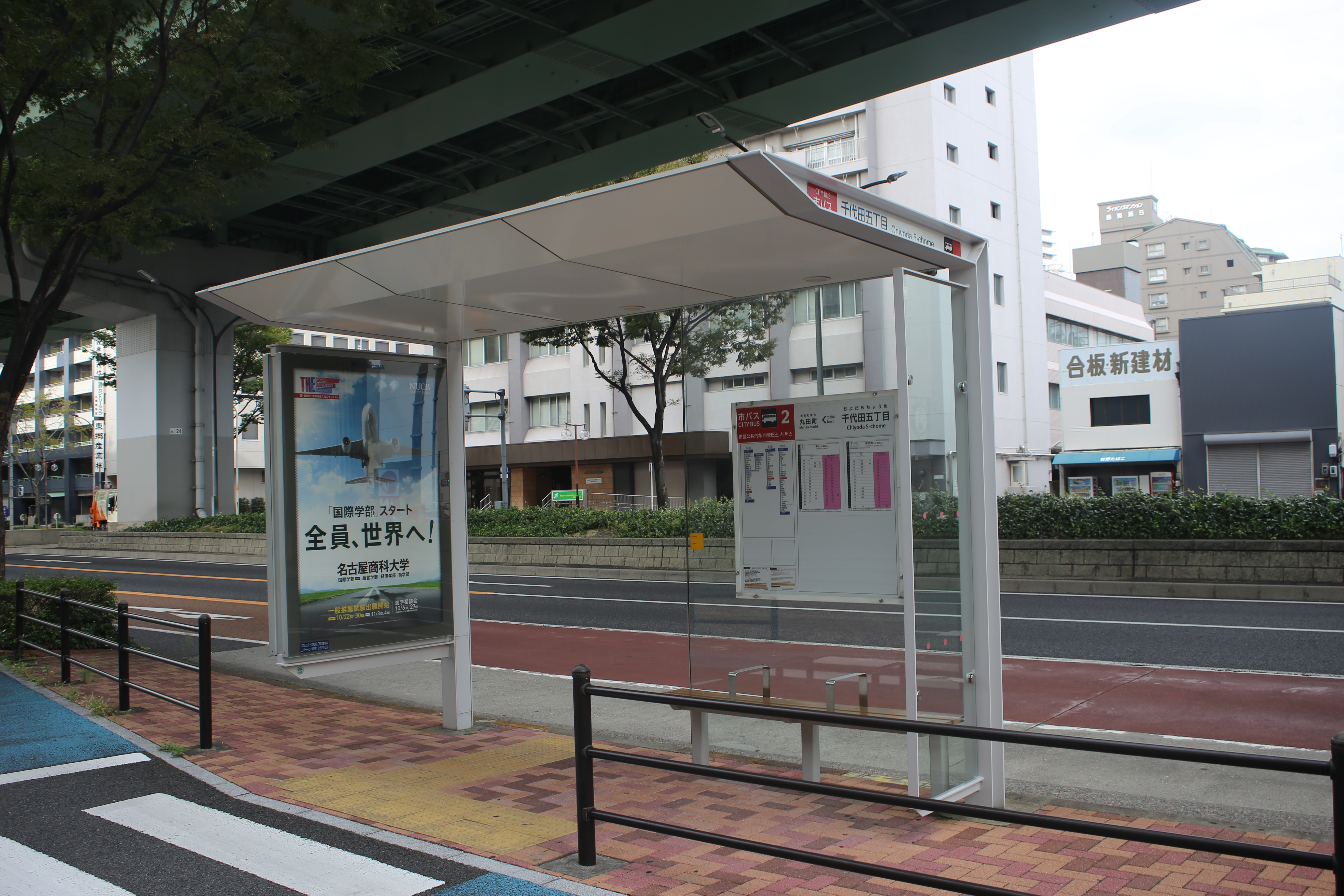
千代田五丁目停留所
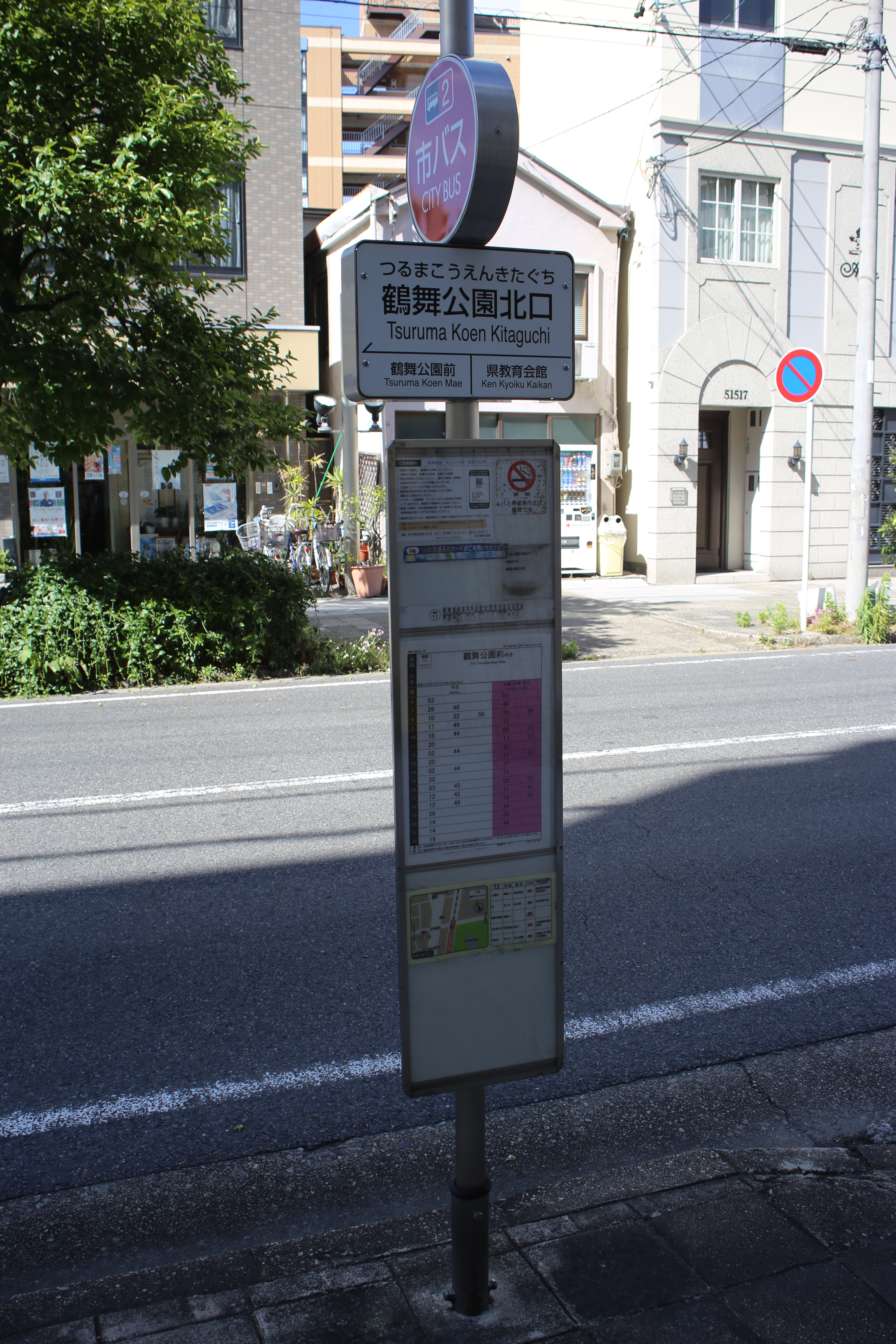
鶴舞公園北口停留所

鶴舞駅の乗りかえ停留所として、名古屋市交通局は「鶴舞公園」・「千代田五丁目」・「鶴舞公園北口」の3停留所を案内している。
名古屋市営バス：鶴舞公園（つるまこうえん）バス停
- 基幹1：栄 / 鳴尾車庫・笠寺駅・星崎
- 名駅18：名古屋駅 / 名鉄神宮前
- 栄20：栄 / 瑞穂運動場東・新瑞橋
- 栄26：栄 / 博物館
- 黒川12：中切町 / 博物館
- 鶴舞11：上飯田
- 昭和巡回：御器所通 / 名古屋大学

- 鶴舞公園停留所5番のりば
- 千代田五丁目停留所
- 鶴舞公園北口停留所

## 隣の駅
東海旅客鉄道（JR東海）
CF 中央本線
ホームライナー 
「ホームライナー瑞浪」停車駅
■快速・■区間快速・■普通
千種駅 (CF03) - 鶴舞駅 (CF02) - 金山駅 (CF01)
名古屋市営地下鉄
 鶴舞線
上前津駅 (T09) - 鶴舞駅 (T10) - 荒畑駅 (T11)

#### WEB
1. ↑  JR東海労働組合のサイト (PDF) [リンク切れ]より（URLが変わることを想定し、直リンクはしていない）。
2. ↑  ASTY鶴舞 - 名古屋ステーション開発（2015年1月11日閲覧）
3. ↑  “高畑駅はじめ8駅にローソンがオープン”.   名古屋市交通局 (2017年7月12日). 2017年7月28日時点のオリジナルよりアーカイブ。2017年7月23日閲覧。
4. ↑  “名古屋市営地下鉄内に新たな駅ナカコンビニが誕生 7月18日（火）に「ローソン」8店舗オープン”.   ローソン (2017年7月10日). 2017年7月11日時点のオリジナルよりアーカイブ。2017年7月23日閲覧。
5. ↑  “閉店のお知らせ”.  株式会社ビーエスエス (2017年3月29日). 2017年4月20日時点のオリジナルよりアーカイブ。2017年4月20日閲覧。
6. ↑  “鶴舞線 鶴舞駅 バスのりば”.   名古屋市交通局. 2018年9月24日閲覧。

#### 新聞
1. 1 2  山田祐一郎「鶴舞公園100年スケッチ 15 JR鶴舞駅」『中日新聞』中日新聞社、2009年10月7日。
2. ↑  「5駅に「みどりの窓口」を新設 名鉄」『交通新聞』交通協力会、1986年3月23日、1面。
3. 1 2  「JR鶴舞駅 総合改良工事が完成」『交通新聞』交通新聞社、1989年7月22日、1面。
4. 1 2  “れんが造りでスマートに JR鶴舞駅が衣替え” 中日新聞 (中日新聞社): p29. (1989年7月15日 朝刊)
5. ↑  「4駅でも使用開始 JR東海自動改札機導入進む」『交通新聞』交通新聞社、1992年4月18日、2面。
6. ↑  「JR鶴舞駅、副駅名標に｢STATION Ai前｣　乗客誘致めざす」『日本経済新聞』2024年11月22日。2024年11月22日閲覧。
7. ↑  「地下鉄3号線 駅名が決まる」『中日新聞』1976年5月18日、夕刊。

#### 文献
1. 1 2  『週刊 JR全駅・全車両基地』 04号 名古屋駅・古虎渓駅・美濃赤坂駅ほか77駅、朝日新聞出版〈週刊朝日百科〉、2012年9月2日、29頁。
2. 1 2  石野哲 編『停車場変遷大事典 国鉄・JR編 II』（初版）JTB、1998年10月1日、190頁。ISBN 978-4-533-02980-6。
3. ↑  “お客様サポートサービスとは何ですか? また、どの駅に導入していますか?|JR東海”.   東海旅客鉄道. 2023年8月7日時点のオリジナルよりアーカイブ。2023年9月8日閲覧。
4. 1 2 3 4  “2022年3月12日（土）から 鶴舞駅病院口、大曽根駅南口のご利用方法についてのお知らせ” (PDF).   東海旅客鉄道. 2022年2月12日時点のオリジナルよりアーカイブ。2022年2月12日閲覧。
5. 1 2 3  日本鉄道旅行地図帳編集部 2008, p. 41.
6. ↑  名古屋の公園100年のあゆみ編集委員会 2010, p. 185.
7. ↑  曽根悟（監修）（著）、朝日新聞出版分冊百科編集部（編集）（編）「中央本線」『週刊 歴史でめぐる鉄道全路線 国鉄・JR』第5号、朝日新聞出版、2009年8月9日、27頁。
8. 1 2  『東海旅客鉄道20年史』東海旅客鉄道、2007年、256-257頁。
9. ↑  【社長会見】在来線駅に駅ナンバリングを導入します  (PDF)  - 東海旅客鉄道、2017年12月13日
10. ↑  “交通広告メディアガイド2024年版” (PDF).   名古屋市交通局. p. 12 (2024年7月). 2024年11月22日閲覧。
11. ↑  日本鉄道旅行地図帳編集部 2008, p. 54.
12. ↑  “鶴舞線可動式ホーム柵の据え付け日、稼働開始日”.   名古屋市交通局. 2025年7月12日時点のオリジナルよりアーカイブ。2025年7月13日閲覧。